# Fabresema costiplaga
Fabresema costiplaga är en fjärilsart som beskrevs av Holloway 1979. Fabresema costiplaga ingår i släktet Fabresema och familjen björnspinnare. Inga underarter finns listade i Catalogue of Life.